# Unbreakable Vol. 1: The Greatest Hits
Unbreakable Vol. 1: The Greatest Hits este al patrulea album și prima compilație "greatest hits" al trupei irlandeze Westlife și a fost lansat pe 11 noiembrie 2002. A urcat direct pe locul 1 în Regatul Unit, pe locul 66 în Australia și a fost vândut în aproape 1,4 milioane de exemplare în Regatul Unit și în 4 milioane de exemplare la nivel mondial. De asemenea, este albumul trupei cu cea mai longevivă prezență în topuri. Albumul a fost pe locul 9 în topul celor mai bine vândute albume ale anului 2002 în Regatul Unit, cu 900.000 de exemplare vândute. A reușit să reintre în topurile britanice la sfârșitul anului 2007 pe locul 107. În octombrie 2008 IFPI (International Federation of the Phonographic Industry) a anunțat că în Europa acest album a primit două Discuri de Platină și s-a vândut în peste 2 milioane de exemplare. La sfârșitul anului 2008, albumul a reintrat în topurile britanice pe locul 79 cu 191.000 de exemplare vândute în acel an.
Albumul conține hituri ale trupei de pe cele trei albume precedente, împreună cu 6 piese noi. Hitul Flying Without Wings a fost re-înregistrat ca un duet cu artista coreeana BoA și Cristian Castro și au fost incluse pe versiunile japoneze și, respectiv, spaniole ale albumului. Primul single lansat de pe album a fost Unbreakable, care a ocupat locul 1 în Regatul Unit. Al doilea single, Tonight/Miss You Nights a ocupat locul 3.

## Melodii
1. Swear It Again (Radio Edit)
2. If I Let You Go (Radio Edit)
3. Flying Without Wings
4. I Have A Dream (Remix)
5. Fool Again (2000 Remix)
6. Against All Odds (impreuna cu Mariah Carey)
7. My Love (Radio Edit)
8. What Makes A Man (versiunea britanica)/I Lay My Love On You (versiunea internationala)
9. Uptown Girl (Radio Edit)
10. Queen Of My Heart (Radio Edit)
11. World Of Our Own
12. Bop Bop Baby
13. When You're Looking Like That (Single Mix)
14. Unbreakable (Single Remix)
15. Written In The Stars
16. How Does It Feel
17. Tonight
18. Love Takes Two
19. Miss You Nights

### Piesa bonus pe versiunea asiatică
20. Flying Without Wings (împreună cu BoA)

### Piesa bonus pe versiunea spaniolă
20. Flying Without Wings (împreună cu Cristian Castro)

## Performanțele din topuri
| Țara          | Poziția | Premii               |
| ------------- | ------- | -------------------- |
| Regatul Unit  | 1       | 4 Discuri de Platină |
| Irlanda       | 1       |                      |
| Filipine      | 1       |                      |
| Suedia        | 2       | Disc de Platină      |
| Olanda        | 3       |                      |
| Danemarca     | 4       |                      |
| Noua Zeelandă | 4       |                      |
| Germania      | 7       |                      |
| Norvegia      | 10      |                      |
| Austria       | 14      |                      |
| Elveția       | 14      |                      |
| Belgia        | 27      |                      |